# Liste der Kulturdenkmale in Tuttlingen
In der Liste der Kulturdenkmale in Tuttlingen sind  Bau- und Kunstdenkmale in der Gemeinde Tuttlingen verzeichnet.
Diese Liste ist nicht rechtsverbindlich. Eine rechtsverbindliche Auskunft ist lediglich auf Anfrage bei der Unteren Denkmalschutzbehörde der Gemeinde Aldingen erhältlich.

## Allgemein
- Bild: Zeigt ein ausgewähltes Bild aus Commons, „Weitere Bilder“ verweist auf die Bilder im Medienarchiv Wikimedia Commons.
- Bezeichnung: Nennt den Namen, die Bezeichnung oder die Art des Kulturdenkmals.
- Lage: Straßenname und Hausnummer oder Flurstücknummer des Kulturdenkmals, gegebenenfalls auch den Ortsteil. Die Grundsortierung der Liste erfolgt nach dieser Adresse. Der Link (Karte) führt zu verschiedenen Kartendiensten mit der Position des Kulturdenkmals. Fehlt dieser Link, wurden die Koordinaten noch nicht eingetragen. Sind diese bekannt, können sie über ein Tool mit einer Kartenansicht einfach nachgetragen werden. In dieser Kartenansicht sind Kulturdenkmale ohne Koordinaten mit einem roten bzw. orangen Marker dargestellt und können durch Verschieben auf die richtige Position in der Karte mit Koordinaten versehen werden. Kulturdenkmale ohne Bild sind an einem blauen bzw. roten Marker erkennbar.
- Datierung: Baubeginn, Fertigstellung, Datum der Erstnennung oder grobe zeitliche Einordnung entsprechend des Eintrags in der zuständigen Denkmaldatenbank (Landesamt für Denkmalpflege Baden-Württemberg).
- Beschreibung: Kurzcharakteristik des Kulturdenkmals.

## Kulturdenkmale in der Gemeinde Tuttlingen

### Tuttlingen
| Bild           | Bezeichnung                          | Lage                        | Datierung | Beschreibung | ID |
| -------------- | ------------------------------------ | --------------------------- | --------- | --- | -- |
|                | Schillerschule                       | Königstraße 44              |           | Werkrealschule |    |
|                | Ringlokschuppen                      | Hausnummer 1 (Karte)        | 1928–1933 | Fachwerkkonstruktion mit Turmanbau |    |
|                | Rathaus                              | Rathausstraße 1 (Karte)     | 1804      | Das Gebäude wurde 1804 von Carl Leonard von Uber entworfen, der auch mit der Planung des Wiederaufbaus der 1803 komplett abgebrannten Stadt beauftragt war. Der mächtige Bau hat zwei Türme, was dem Wunsch der damaligen Bevölkerung entsprach, denn das abgebrannte Tuttlingen hatte zwei Rathausgebäude und so sollte das neue Rathaus wenigstens zwei Türme, einen Wachturm und einen Glockenturm haben. Im Rahmen der Stadtsanierung wurde das Gebäude 1981–1983 saniert und um einen Erweiterungsbau ergänzt. |    |
|                | Burgtheater, Badischer Hof           | Möhringer Straße 2 (Karte)  | 1905      | Das Gasthaus wurde nach Plänen von Johann F. Mailänder errichtet. Der Besitzer Johann Georg Manz wird im Adressbuch von 1906 als Eigentümer des „Waldhorns“ genannt, aber im selben Jahr verkauft an die Gebrüder Zeeb. Fort geführt als „Hotel zum Badischen Hof“ mit dinglicher Gastwirtschaft. Von 1948 bis 1963 beherbergte das Gebäude den Kinobetrieb „Burgtheater“ und später das Restaurant „Caravella di Puglia“, die Gaststätten „Jet“ und „Krokodil“. Heute hat ein Spielcasino mit dem Namen „Löwen-Play GmbH“ im Erdgeschoss seinen Sitz. Zweigeschossiger Putzbau mit Krüppelwalmdach und einem dreiachsigen Mittelrisaliten mit Krüppelwalm zur Möhringer Straße. Ein überkuppelter Schmuckerker ist über Eck zur Stockacher Straße angeordnet. Der historisierende Fassadenschmuck über den Fenster- und Türgewänden, an den Balkonen und Brüstungszonen und die Schmuckdächer von Gauben und Turm nehmen Bezug auf die deutsche Renaissance. |    |
|                | Wilhelmschule                        | Moltkestraße 2              |           | Grund- und Gemeinschaftsschule, Zusatzgebäude |    |
|                | Ehemaliges Schulgebäude              | Moltkestraße 3              |           | |    |
|                | Alte Festhalle                       | Moltkestraße 4 (Karte)      | 1900–1902 | Das Gebäude wurde am 1. September 1902 als Turn- und Festhalle eingeweiht. Die Nutzung als Turnhalle wurde 1970 aufgegeben, seit dem Bau der neuen Stadthalle im Jahr 2002 wird die Alte Festhalle nicht mehr als Festhalle genutzt. |    |
|                | Friedrichschule                      | Schulstraße 6               |           | |    |
|                | Altes Krematorium                    | Stockacher Straße 5 (Karte) | 1925–1927 | Im evangelischen Tuttlingen wurde eines der ersten Krematorien in Baden-Württemberg als Neubau errichtet. Nach dem Neubau des Krematoriums am neuen Friedhof verfiel das Gebäude. Als es abgerissen werden sollte, gründete sich eine Bürgerinitiative, die das Gebäude rettete und zu einem Kulturhaus umfunktionierte. |    |
|                | Wilhelmschule                        | Weimarstraße 35             |           | Grund- und Gemeinschaftsschule |    |
|                | Birk-Villa                           | Wilhelmstraße 26 (Karte)    |           | [ 7 ] |    |
|                | Enslin-Haus                          | Obere Vorstadt 6 (Karte)    | 1804      | [ 8 ] | BW |
|                | Groß Bruck                           | Untere Hauptstraße (Karte)  | 1914      | Donaubrücke mit vier schlichten Bögen aus Stahlbeton. Auf den Bogenfundamenten sitzen vier Brückenhäuschen und erinnern mit ihren runden Fenstern an die sachliche Architektur der 1920er Jahre. Die drei Wehrklappen werden elektrisch betrieben. Über sie kann der Pegelstand der Donau reguliert werden. |    |
| Weitere Bilder | Katholische Kirche St. Maria Königin | Bergstraße 67 (Karte)       | 1960-1963 | Von Franz Gottschlich und Max Schraube entworfenes Kirchengebäude der Nachkriegsmoderne. Hangseitig aufgeständerter Stahlbetonbau mit eingehängten Betonplatten und Glaskassetten. |    |

### Möhringen
| Bild | Bezeichnung             | Lage                     | Datierung | Beschreibung | ID |
| ---- | ----------------------- | ------------------------ | --------- | ------------ | -- |
|      | Ehemalige Schule        | Bischofszeller Straße 12 |           |              |    |
|      | Ehemaliges Schulgebäude | Rathausgasse 1           |           |              |    |

### Nendingen
| Bild | Bezeichnung     | Lage                          | Datierung | Beschreibung | ID |
| ---- | --------------- | ----------------------------- | --------- | --- | -- |
|      | Ottilienkapelle | Bei der Ziegelhütte 1 (Karte) | 1583      | Romanischer Kern, 1583 als Einsiedelei benannt, Rechteckkapelle mit eingezogenem Chor mit 3/8-Schluss, Satteldach, über Chor abgewalmt, Dachreiter mit Glocke, verputzt, seitlich Rundbogenfenster, Erschließung über schmuckloses Rechteckportal, darüber Kruzifix und kleines Rundbogenfenster; im innern Altar von 1783/84 mit spätgotischer Skulptur der Hl. Ottilie, des Weiteren des Hl. Antonius und der „Schwarzen Madonna“ | BW |
|      | Donauschule     | Bräunisbergstraße 14          |           | sogenanntes „Weißes Schulhaus“ |    |